# رونی چان
رونی چان چی چونگ (چینی: 陳啟宗؛ زادهٔ ۱۹۴۹ میلادی) یک شخصیت حوزهٔ کسب‌وکار هنگ کنگی است.

## تحصیلات
چان مدرک کارشناسی و کارشناسی ارشد زیست‌شناسی را از دانشگاه ایالتی کالیفرنیا دریافت کرد و در سال ۱۹۷۶ مدرک مدیریت ارشد کسب‌وکار را از دانشگاه کالیفرنیای جنوبی گرفت.
چان همچنین دکترای افتخاری دانشگاه تل آویو، دانشگاه علم و صنعت هنگ کنگ و دانشگاه چینی هنگ کنگ است.

## کار
در سال ۱۹۹۱، او رئیس گروه هانگ لانگ و شرکت تابعه هانگ لانگ پراپرتیز شد. از سال ۲۰۱۴، یکی از بزرگ‌ترین توسعه‌دهندگان املاک و مستغلات در هنگ کنگ محسوب می‌شود. او در جایگاه رئیس شرکت‌ها جایگزین عموی خود شد. او همچنین معاون انجمن توسعه‌دهندگان املاک هنگ کنگ، رئیس مشترک انجمن آسیایی و رئیس مرکز هنگ کنگ این انجمن و همچنین مشاور بنیاد تحقیق و توسعهٔ چین از شورای دولتی جمهوری خلق چین است.
او در نهادهای مدیریتی یا مشاوره‌ای چندین اتاق فکر و دانشگاه، از جمله دانشگاه روابط خارجی چین، دانشگاه علم و فناوری هنگ کنگ و دانشگاه کالیفرنیای جنوبی فعالیت داشته‌است.
او مدیر شرکت انرون و عضو کمیتهٔ حسابرسی آن بود که در پی تقلب، اعلام ورشکستگی کرد. در نوامبر سال ۲۰۰۹، او در نشست تجاری هوراسیس جهانی چین در لیسبون شرکت کرد که در آن، انتقادات او از سیاست مالی آمریکا توجه گسترده‌ای را به خود جلب کرد.

## دیدگاه‌های سیاسی
چان از طریق آرای متعدد شرکت‌هایش در «کمیته انتخابات» دموکراتیک هنگ کنگ، از کری لم برای سمت مدیر اجرایی پشتیبانی کرد. اما در سال ۲۰۱۹، در جریان اعتراضات گسترده‌ای که در این منطقه انجام شد، او معتقد بود که داشتن یک کارمند دولتی (مانند کری لم) در چنین نقشی، «مضحک‌ترین چیز» است و «سیاست‌های نابخردانه» توسط لم به ناآرامی‌ها که او ناشی از مسائل سیاسی و نه اجتماعی می‌دانست کمک کرده‌است. او همچنین در انتخابات سال ۲۰۱۳ به عنوان مدیر اجرایی از لئونگ چون یینگ حمایت کرد.
به گفتهٔ او «دی‌ان‌ای هنگ‌کنگی‌ها با سرزمین‌های اصلی چین متفاوت است، چون بسیاری از آن‌ها از آن‌جا فرار کردند» و «مردم هنگ‌کنگ آزادی را گرامی می‌دارند، (...) در حالی که مردم سرزمین اصلی چین برای میهن‌پرستی و ملی‌گرایی ارزش قائل هستند.»

## بشردوستی
در سال ۱۹۹۶، چان شروع به ارائهٔ کمک مالی سالانه به دانشجویان نیازمند در دانشگاه‌های برتر چین کرد.
در سپتامبر ۲۰۱۴، خانواده چان، از طریق بنیاد مورنینگ‌ساید خود، به ترتیب ۳۵۰ میلیون دلار آمریکا و ۲۰ میلیون دلار آمریکا به دانشگاه هاروارد و دانشگاه کالیفرنیای جنوبی کمک کردند.
در سال ۲۰۲۱، یک هدیهٔ ۱۷۵ میلیون دلاری توسط مورنینگ‌ساید به دانشکده پزشکی دانشگاه ماساچوست در ورچستر اهدا شد که پس از آن به دانشکده پزشکی یوماس چان تغییر نام داد. دانشکده‌های تشکیل‌دهنده هم به دانشکدهٔ پزشکی تی‌چ چان، دانشکدهٔ پرستاری فارغ‌التحصیل تان چینگفن، و دانشکدهٔ علوم بیوپزشکی مورنینگ‌ساید تغییر نام دادند.

## زندگی شخصی
جرالد چان برادر چان نیز مدیر گروه هانگ لانگ است.
چان با باربارا چان ازدواج کرده و دارای دو پسر است.
در سال ۲۰۰۴، آدریل چان، پسر چان، مدرک کارشناسی خود را در روابط بین‌الملل از دانشگاه کالیفرنیای جنوبی دریافت کرد. پسر دیگر چان، آدلی چان هم مدرک کارشناسی خود را در رشتهٔ جامعه‌شناسی و همچنین مدرک کارشناسی، کارشناسی ارشد و دکترا را در رشتهٔ کاردرمانی از همین دانشگاه گرفت.